# Подрудье
Подру́дье (укр. Підруддя) — село на Украине, основано в 1918 году, находится в Овручском районе Житомирской области.
Код КОАТУУ — 1824286001. Население по переписи 2001 года составляет 786 человек. Почтовый индекс — 11116. Телефонный код — 4148. Занимает площадь 17,282 км².

## Адрес местного совета
11116, Житомирская область, Овручский р-н, с.Подрудье